# Pořadové datum

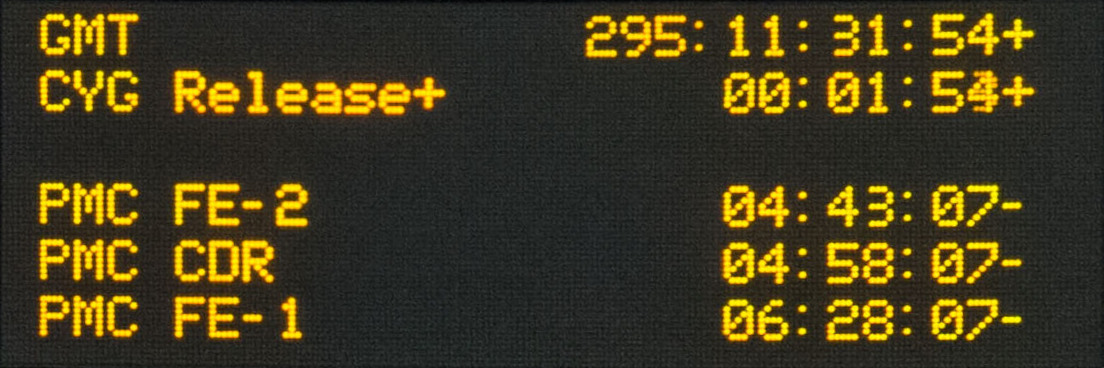
Světelná tabule řídícího střediska kosmických letů, zobrazující časový údaj s předřazeným pořadovým datem (bez roku; ze dne 22. října 2013, tj. 2013-295)

Pořadové datum (anglicky ordinal date) je způsob reprezentace data využívající pořadové číslo dne v roce, tedy nepoužívá měsíce. Je používáno například v kosmonautice.
Pořadové číslo dne může nabývat hodnot 1 až 366 (v případě přestupného roku) a zapisuje se doplněné nulami zleva na tři cifry. Jako oddělovač roku a dne se používá spojovník.
| datum      | "ISO" datum | poř. datum |
| ---------- | ----------- | ---------- |
| 01.01.1970 | 1970-01-01  | 1970-001   |
| 31.12.1999 | 1999-12-31  | 1999-365   |
| 31.12.2000 | 2000-12-31  | 2000-366   |
| 01.03.2025 | 2025-03-01  | 2025-60    |

Tento formát je definován mj. ve standardu ISO 8601.

## Pomocná převodní tabulka
| poř. dat. | běžný rok  | přestupný rok |
| --------- | ---------- | ------------- |
| 001       | 01. leden  | 01. leden     |
| 010       | 10. leden  | 10. leden     |
| 020       | 20. leden  | 20. leden     |
| 030       | 30. leden  | 30. leden     |
| 032       | 01. únor   | 01. únor      |
| 040       | 09. únor   | 09. únor      |
| 050       | 19. únor   | 19. únor      |
| 060       | 01. březen | 29. únor      |
| 061       | 02. březen | 01. březen    |
| 070       | 11. březen | 10. březen    |
| 080       | 21. březen | 20. březen    |
| 090       | 31. březen | 30. březen    |
| 091       | 01. duben  | 31. březen    |
| 092       | 02. duben  | 01. duben     |
| 100       | 10. duben  | 09. duben     |

| poř. dat. | běžný rok    | přestupný rok |
| --------- | ------------ | ------------- |
| 110       | 20. duben    | 19. duben     |
| 120       | 30. duben    | 29. duben     |
| 121       | 01. květen   | 30. duben     |
| 122       | 02. květen   | 01. květen    |
| 130       | 10. květen   | 09. květen    |
| 140       | 20. květen   | 19. květen    |
| 150       | 30. květen   | 29. květen    |
| 152       | 01. červen   | 31. květen    |
| 153       | 02. červen   | 01. červen    |
| 160       | 09. červen   | 08. červen    |
| 170       | 19. červen   | 18. červen    |
| 180       | 29. červen   | 28. červen    |
| 182       | 01. červenec | 30. červen    |
| 183       | 02. červenec | 01. červenec  |
| 190       | 09. červenec | 08. červenec  |

| poř. dat. | běžný rok    | přestupný rok |
| --------- | ------------ | ------------- |
| 200       | 19. červenec | 18. červenec  |
| 210       | 29. červenec | 28. červenec  |
| 213       | 01. srpen    | 31. červenec  |
| 214       | 02. srpen    | 01. srpen     |
| 220       | 08. srpen    | 07. srpen     |
| 230       | 18. srpen    | 17. srpen     |
| 240       | 28. srpen    | 27. srpen     |
| 244       | 01. září     | 31. srpen     |
| 245       | 02. září     | 01. září      |
| 250       | 07. září     | 06. září      |
| 260       | 17. září     | 16. září      |
| 270       | 27. září     | 26. září      |
| 274       | 01. říjen    | 30. září      |
| 275       | 02. říjen    | 01. říjen     |
| 280       | 07. říjen    | 06. říjen     |

| poř. dat. | běžný rok    | přestupný rok |
| --------- | ------------ | ------------- |
| 290       | 17. říjen    | 16. říjen     |
| 300       | 27. říjen    | 26. říjen     |
| 305       | 01. listopad | 31. říjen     |
| 306       | 02. listopad | 01. listopad  |
| 310       | 06. listopad | 05. listopad  |
| 320       | 16. listopad | 15. listopad  |
| 330       | 26. listopad | 25. listopad  |
| 335       | 01. prosinec | 30. listopad  |
| 336       | 02. prosinec | 01. prosinec  |
| 340       | 06. prosinec | 05. prosinec  |
| 350       | 16. prosinec | 15. prosinec  |
| 360       | 26. prosinec | 25. prosinec  |
| 365       | 31. prosinec | 30. prosinec  |
| 366       | —            | 31. prosinec  |